# 月不見の池

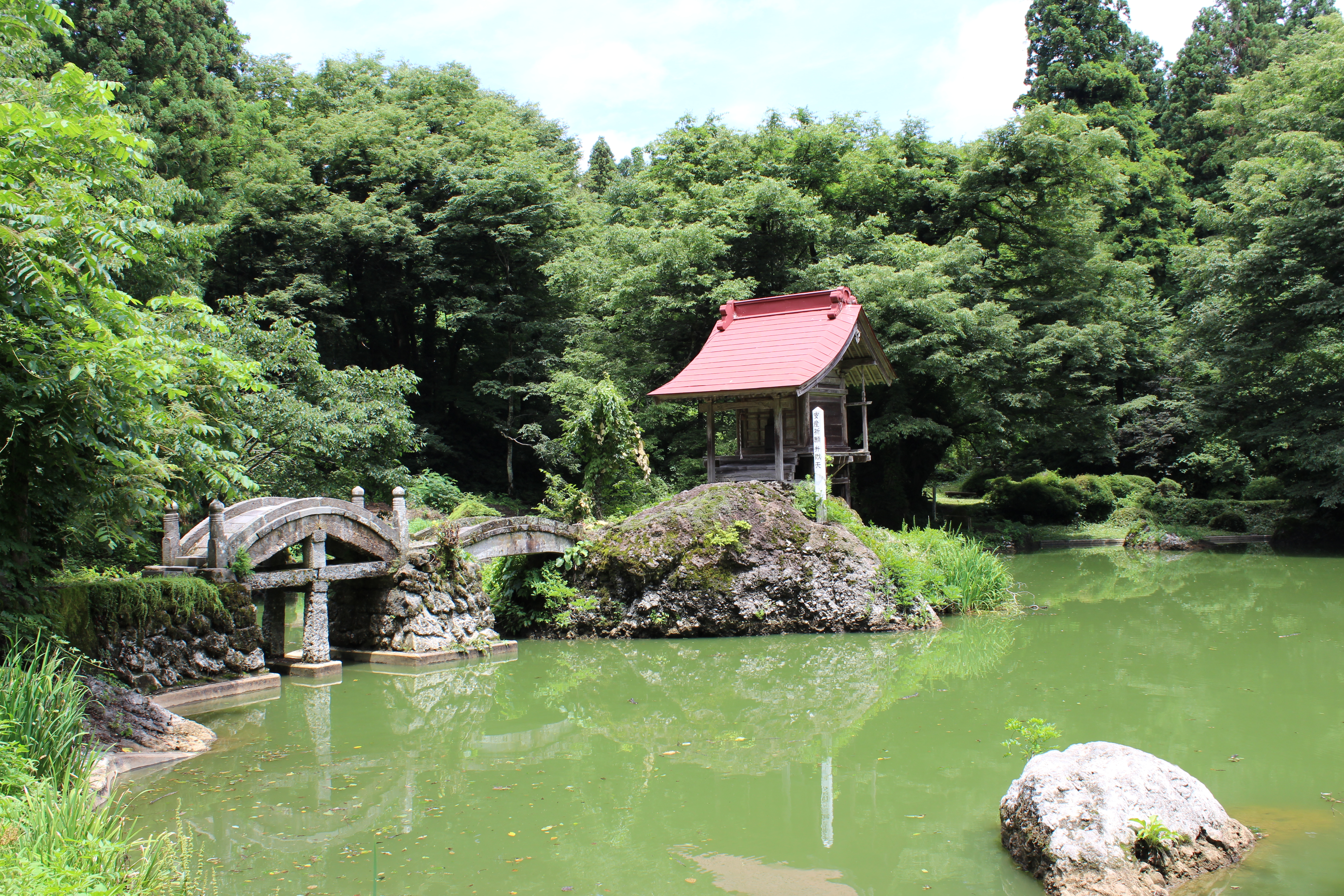
月不見の池

月不見の池（つきみずのいけ）とは、新潟県糸魚川市に位置する池である。所在地は、糸魚川市大字上出419（標高160m）である。
天然の池で、面積は2.9ha、最高深度は5m。

## 概要
鬱蒼たる樹木や樹木に絡まる藤の蔓、巨岩などに囲まれた地形で、水面に映る月の姿が見えないことから名づけられたという。池から見える巨岩は、越後八十八ヶ所の一部である。越後八十八ヶ所は、霊所四国八十八番のミニチュアを模しており、八十八体の石仏があるとされているが、現在は草木が生い茂り風化も進み、確認は困難を要する。
月不見の池は、藤の名所として知られ、毎年5月中旬の日曜日に、「月不見の池と藤まつり」が開催されている。なお、藤の花が咲く季節（毎年5月）には池の近くの新町区（あらまちく）においても「藤祭」が開かれている。糸魚川市の猪又酒造は、この池の名を冠した清酒を発売している。

## 周辺
- 不動山城址
- 真光寺の大イチョウ
- 越後八十八ヶ所

## 交通
- JR西日本北陸新幹線・大糸線、えちごトキめき鉄道日本海ひすいライン糸魚川駅下車、バス「笹倉・焼山温泉行」15分、バス停 新道（しんどう）下車後、徒歩10分。
- 北陸自動車道「糸魚川IC」から車で25分。